# الحاج محمد علي خان
الحاج محمد علي خان (الفارسية: حاجی محمدعلی خان) كان أول خان (حاكم) لخانية شروان، وحكم من عام 1761 إلى عام 1763. بإذن من الحاكم الزندي كريم خان زند (حكم. 1751–1779 م)، وُضع في السلطة من سكان شاماخي القديمة. حكم شروان حتى عام 1763، عندما اكتسب فتح علي خان القوبي نفوذًا هناك، وعين حكامه الخاصين، مثل أغاسي بك وعسكر بك، وكلاهما من نفس العائلة. ابنه هو مناف زرنفاي.